# 피터 주러식
피터 주러식(Peter Jurasik, 1950년 4월 25일 ~ )은 미국의 배우이다.

## 출연 작품
- 롱기스트 라이드 (2015)
- 리틀 레드 와곤 (2012)
- 아서 뉴먼 (2012)
- 퀀텀 아포칼립스 (2010)
- 스테이트사이드 (2004)
- 도슨의 청춘일기 (1998)
- 레이트 쉬프트(영어판) (1996)
- 엔젤 4 (1994)
- 전함 바비론 (1994)
- 누명 (1993)
- 미스터 존스 (1993)
- 모델, 경찰, 호스테스 (1992)
- 쥬니어는 문제아 (1990)
- 형사 콜롬보 - 피빛 결투 (1989)
- 나이트 클럽 (1989)
- 스캔들 (1985)
- 에너미 마인 (1985)
- 트론 (1982)
- 레밍턴 스틸 (1982)
- 출옥자 (1978)